# 延和 (北魏)
延和（432年正月-435年正月）是北魏太武帝拓跋燾的年號，歷時3年。北凉和高昌政权曾以與延和諧音的緣禾作爲年號。

## 紀年
| 延和 | 元年  | 二年  | 三年  | 四年  |
| ---- | ----- | ----- | ----- | ----- |
| 公元 | 432年 | 433年 | 434年 | 435年 |
| 干支 | 壬申  | 癸酉  | 甲戌  | 乙亥  |

## 參看
- 中国年号索引
  - 其他时期使用延和的年号
- 同期存在的其他政权年号
  - 元嘉（424年八月—453年十二月）：南朝宋皇帝宋文帝刘义隆的年号
  - 泰始（432年正月-437年四月）：南朝時益州領導趙廣、程道養年号
  - 太興（431年正月-436年五月）：北燕政权冯弘年号
  - 義和（431年六月-433年四月）：北凉政权沮渠蒙逊年号
  - 承和（433年四月-439年九月）：北凉政权沮渠牧犍年号
  - 緣禾：與北凉和高昌政权有關年号